# Arnaldo Zocchi

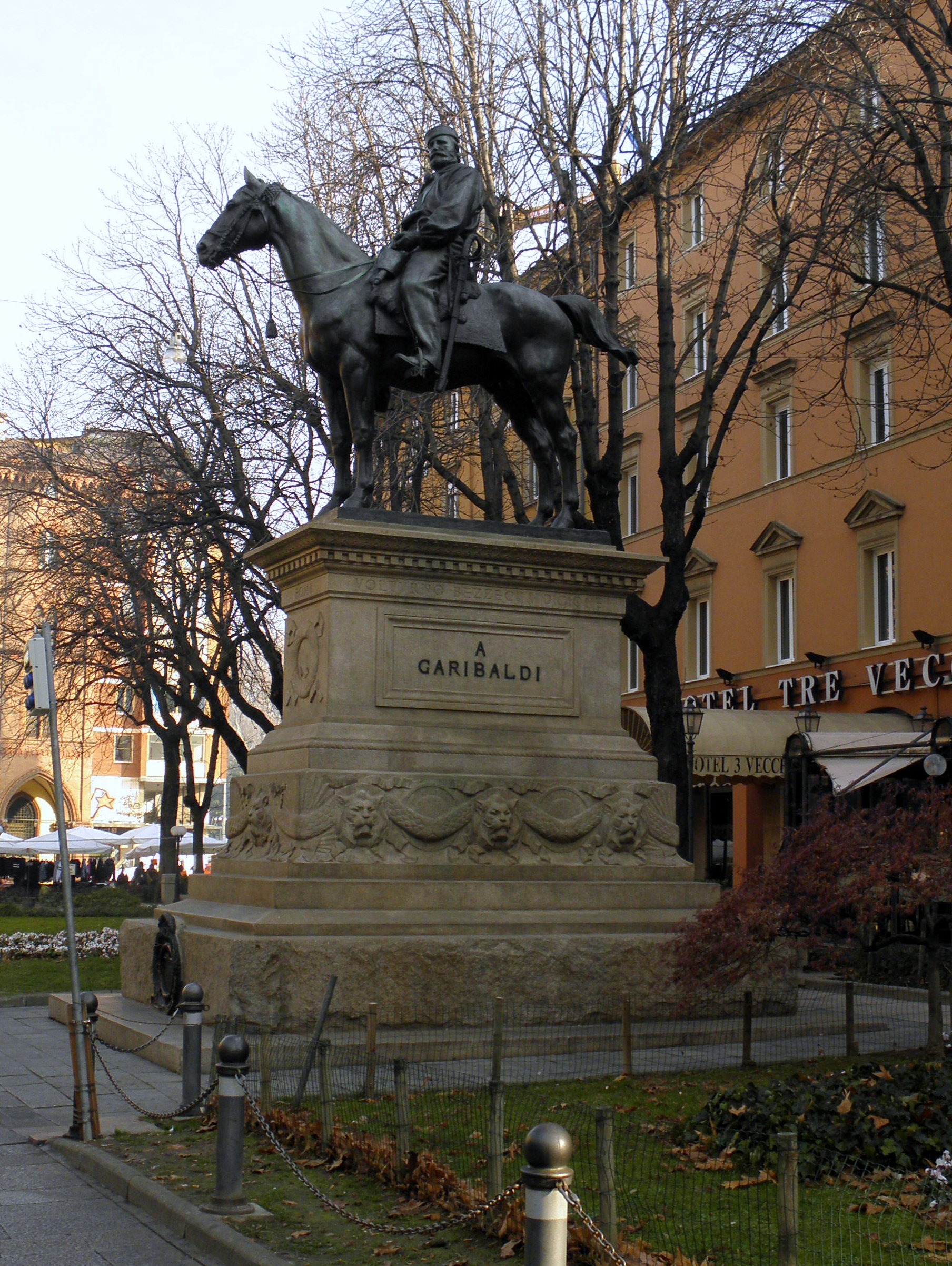
Monumento a Giuseppe Garibaldi (1900), Bolonia.

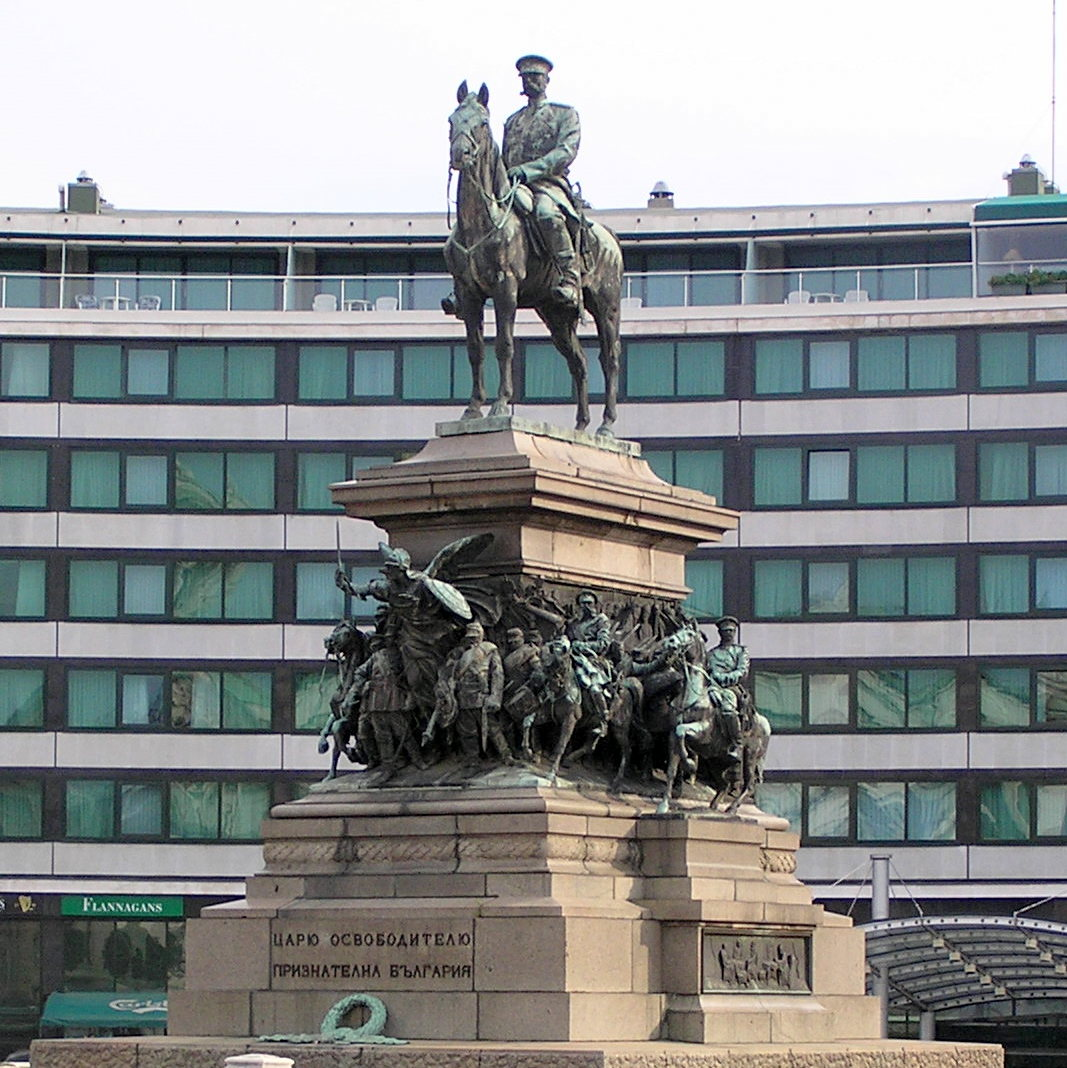
Monumento al Zar Libertador (1907), Sofía.

Monumento a la Libertad (1909), Ruse.

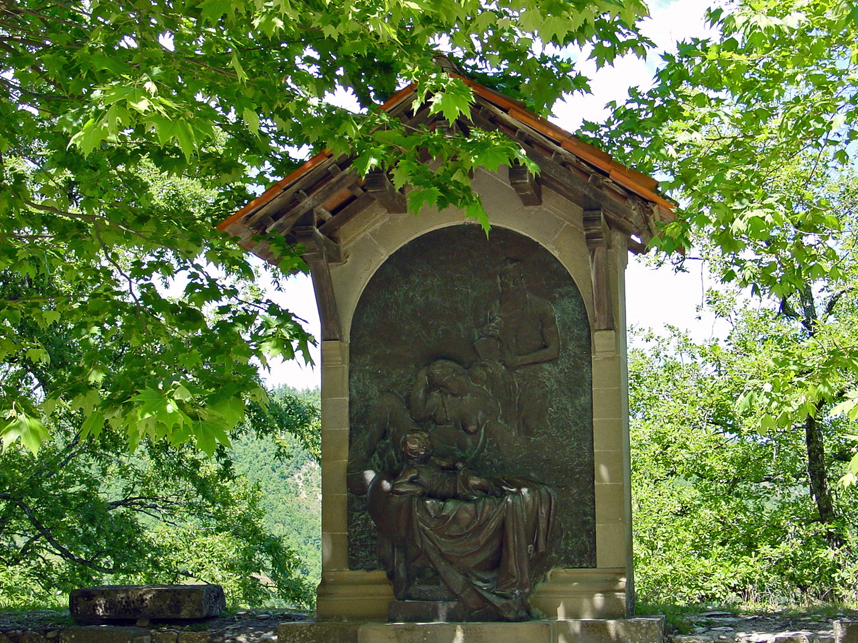
Monumento a Miguel Ángel (1910), Caprese Michelangelo.

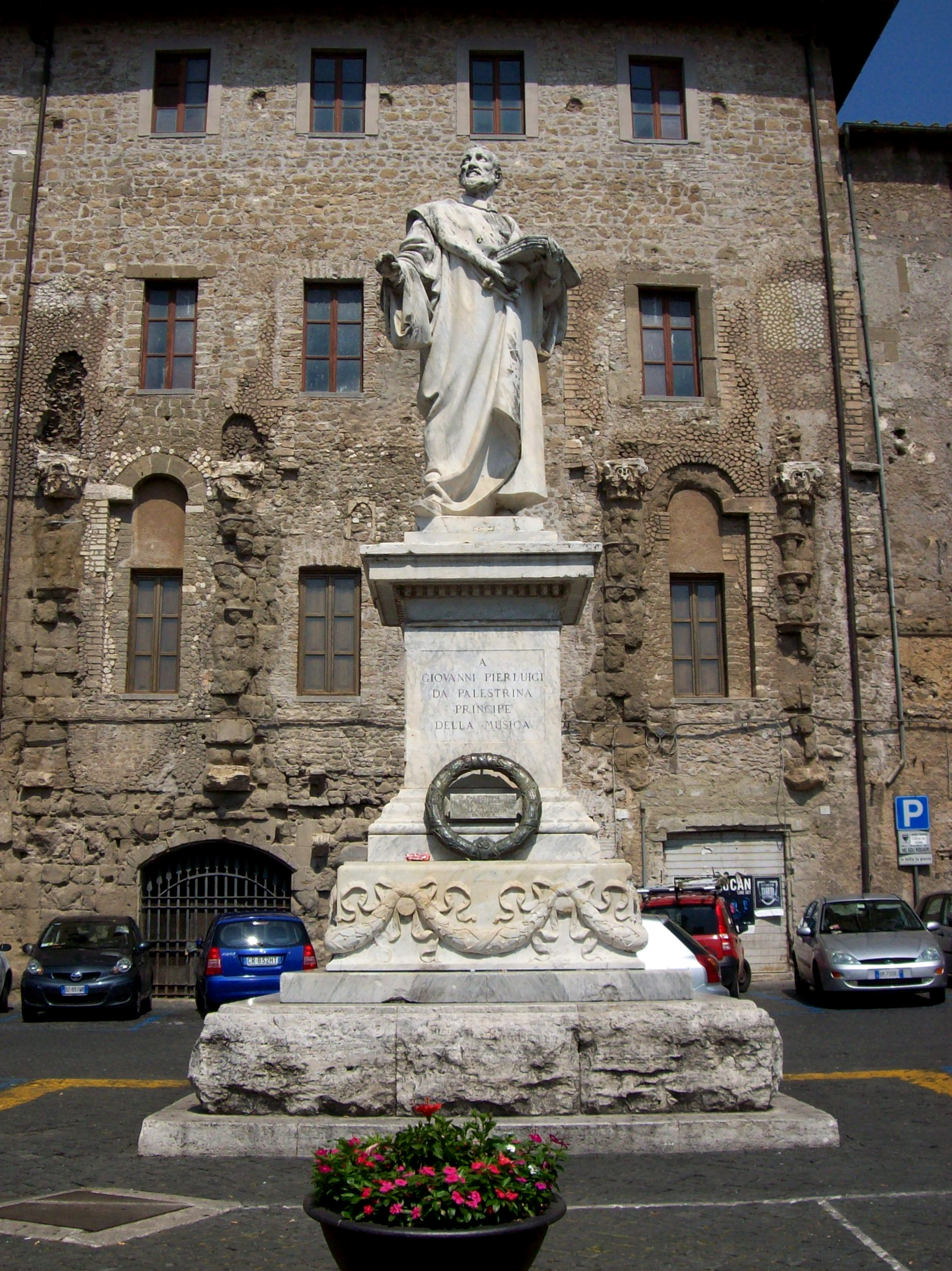
Monumento a Giovanni Pierluigi da Palestrina (1921), en Palestrina.

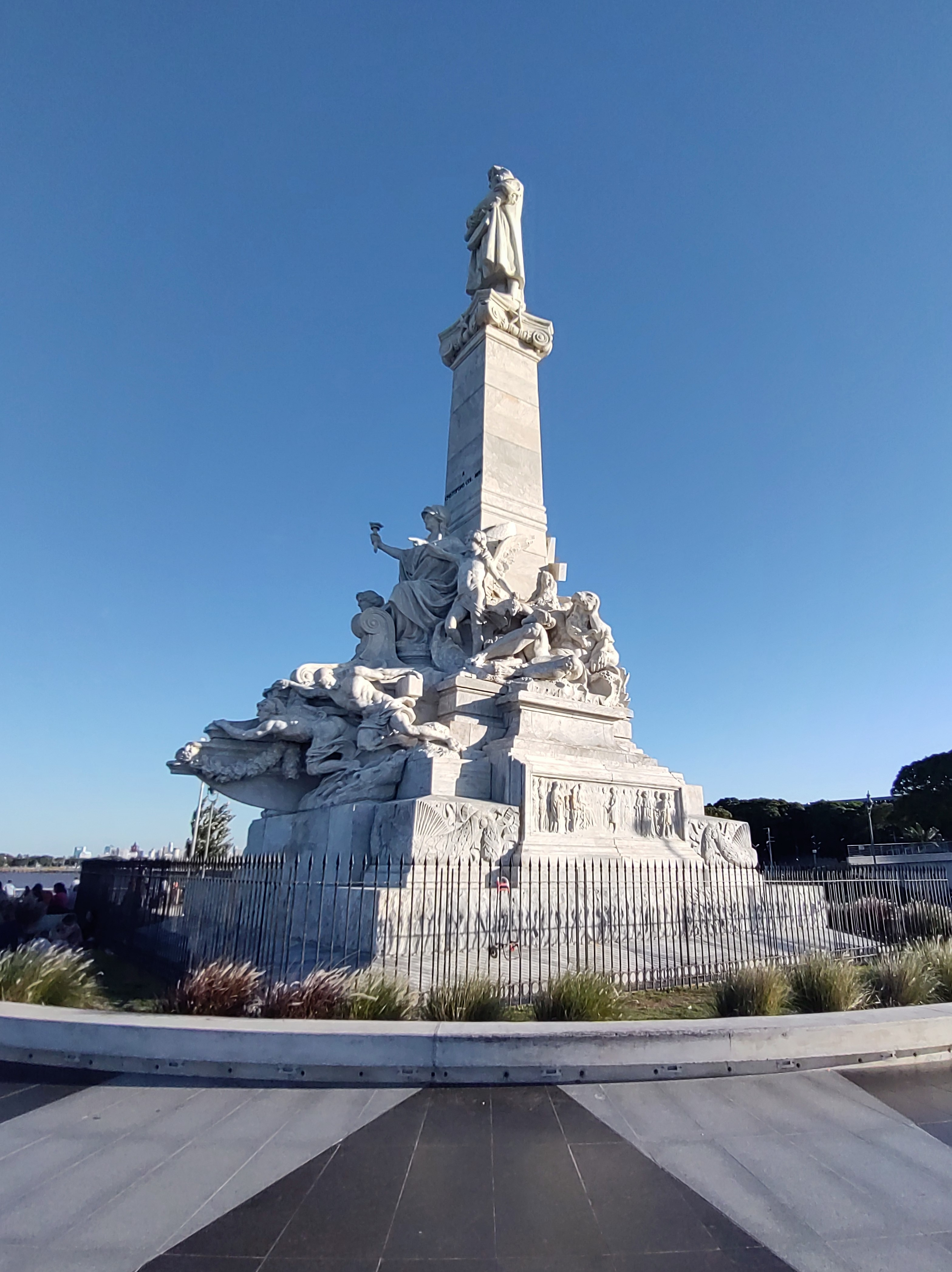
Monumento a Cristóbal Colón (1921), Buenos Aires.

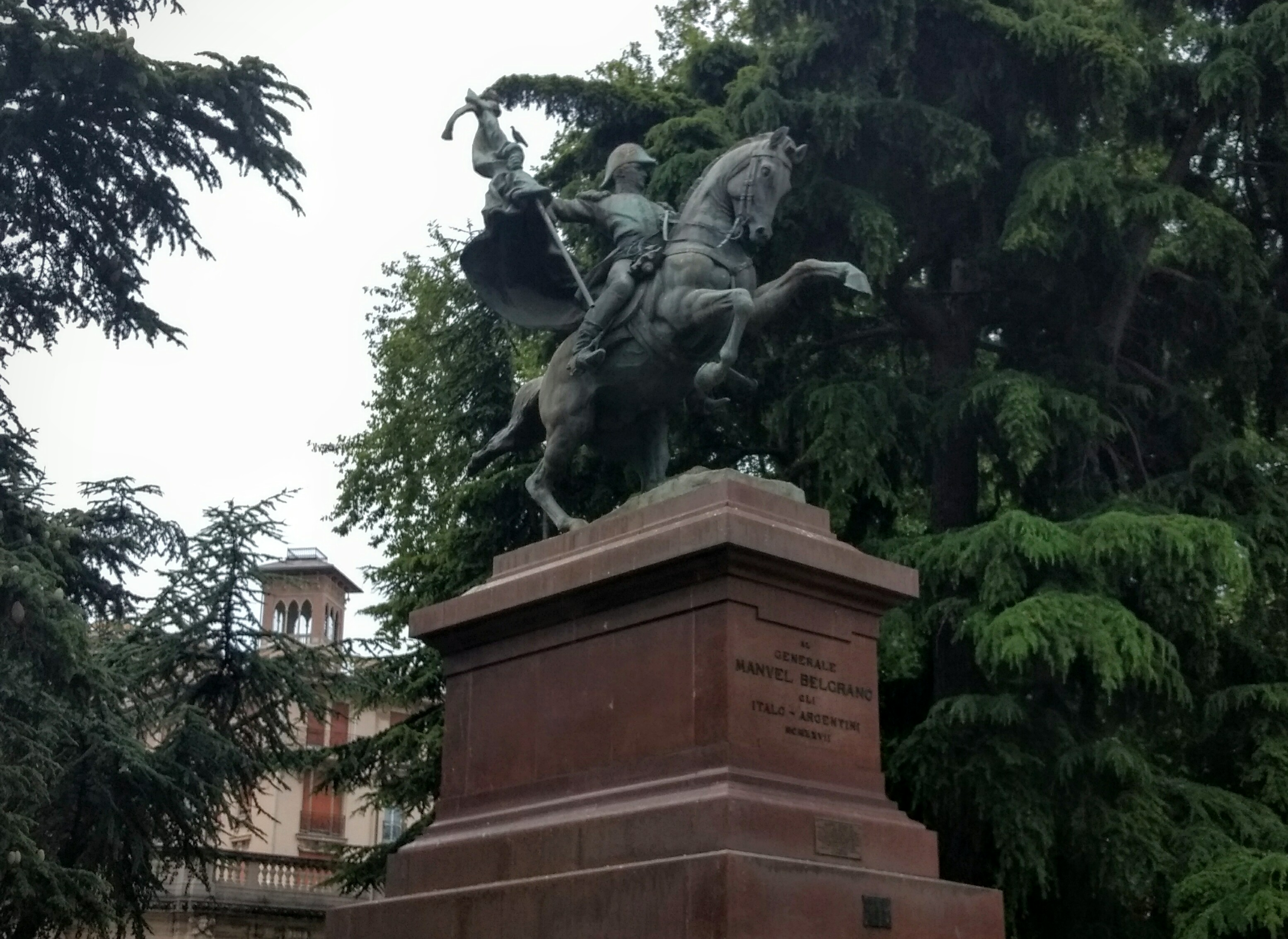
Monumento a Manuel Belgrano (1927), Génova.

Arnaldo Zocchi (Florencia, 20 de septiembre de 1862-Roma, 17 de julio de 1940) fue un escultor italiano, dedicado especialmente a los monumentos.

## Biografía
Su padre era el escultor Emilio Zocchi (1835-1913) —autor del Monumento a Víctor Manuel II de Italia inaugurado en 1890 en la plaza de la República de Florencia—, primo de Cesare Zocchi (1851-1922), también escultor y medallista, autor del Monumento a Salustio, erigido en 1903 en la plaza Palazzo de L'Aquila.
Se inició en el arte de la escultura con su padre que, además, era profesor en la Academia de Bellas Artes de Florencia, donde Zocchi fue su alumno; también tuvo la orientación del escultor Augusto Rivalta. Su relación con los arquitectos Raimondo D'Aronco, Pier Paolo Quaglia, Giulio Magni, Dante Viviani y Ettore Bernich le permitió comenzar a trabajar en estatuaria civil, frisos y fuentes, entre otros ornamentos arquitectónicos. Fue precisamente Viviani quien le ofreció hacer, en Sansepolcro, el monumento al pintor del Quattrocento Piero della Francesca —al que él le diseñaría el pedestal—, escultura con la que Zocchi cobraría notoriedad en 1892.

## Obras
- 1881. Garibaldi salva a Anita, bajorrelieve.
- 1881. Los últimos días de Pompeyo, bajorrelieve.
- 1892. Monumento a Piero della Francesca, en Sansepolcro.[4] Zocchi presentó la maqueta de yeso del monumento en la Exposición de Bellas Artes de Roma de 1890, en la que resultó ganador del primer puesto, premiado con medalla de oro.[3]
- 1892. Fuente de Deméter, ubicada en el Jardín del Zar Simeón (Tsar Simeon Garden) de Plovdiv.[5]
- 1894. Estatua de la libertad, erigida en memoria de los muertos en la Sublevación de Abril de 1876 y de los del Cuerpo de Voluntarios de Bulgaria en la Guerra ruso-turca (1877-1878), ubicada en la plaza central de Sevlievo. El monumento, de doce metros de altura, representa a la Madre Bulgaria liberada, con una corona de laurel en la mano izquierda y en la derecha una trompeta. Fue proyectado en colaboración con el arquitecto checo Otto Horeishi.[6]
- 1899. Monumento a los caídos de Altamura, dedicado a los mártires de la Revolución de 1799 que luchaban por la autonomía republicana de la ciudad, siguiendo los principios de la Revolución francesa. Escultura ubicada en la plaza Duomo de Altamura, contigua a la Catedral de la Asunción de Santa María. La maqueta resultó ganadora en el concurso organizado en 1898, durante los preparativos para la celebración del centenario de la revolución altamurana.[7]
- 1900. Monumento a Giuseppe Garibaldi, ubicado en una plazoleta de la via Indipendenza de Bolonia, frente al teatro Arena del Sole.[4]
- 1901. Monumento al Zar Libertador en Sofía, en honor al zar Alejandro II. Inaugurado en 1907 en una plazoleta exclusiva para el monumento, frente a la Asamblea Nacional.[8] Con esta obra —la segunda realizada en Bulgaria— ganó la admiración y el aprecio del pueblo búlgaro, que lo definió como «el espléndido florentino».[6]
- 1903. La reina, monumento en honor a los soldados rumanos muertos en la Guerra ruso-turca (1877-1878), ubicado en la plaza Diko Iliev de Oriájovo. Es una escultura en bronce sobre un pedestal, que representa a una mujer con una antorcha en su mano derecha y una espada en la izquierda. Su nombre fue dado por los habitantes de Oriájovo, que vieron una semejanza de las facciones de la estatua con las de la reina consorte Isabel de Wied. El primer emplazamiento fue en las afueras de la ciudad, lugar donde se desarrollaron los combates; en 1997 el monumento fue trasladado a su ubicación actual.[6]
- 1909. Monumento a la Libertad o Monumento a los combatientes y voluntarios búlgaros, erigido en el centro de la plaza de la Libertad, en Ruse en conmemoración a los que participaron en la liberación de Bulgaria en 1877-1878. La estatua en bronce, situada sobre una columna, representa a una mujer que sostiene una espada con su mano izquierda mientras la derecha indica hacia el norte, por donde ingresaron los rusos. A ambos lados de la base hay dos leones de bronce echados, uno rugiendo y el otro rompiendo cadenas.[6][9]
- 1910. Monumento a Miguel Ángel, en homenaje a Michelangelo Buonarroti, es una composición escultórica con un altorrelieve en bronce que representa a Miguel Ángel niño en brazos de su madre y en bajorrelieve la imagen del Moisés del pintor renacentista. Se encuentra en los jardines de su casa natal —luego convertida en el Museo «Casa del Podestà»— en Caprese Michelangelo.[10][11]
- 1911. Victoria alada: son cuatro estatuas ubicadas en el monumento Il Vittoriano, dedicado a Vittorio Emanuele II en la plaza Venecia de Roma, una de las cuales esculpió Zocchi; las demás son obras de Mario Rutelli, Nicola Cantalamessa y Adolfo Apolloni.[12]
- 1921. Monumento a Giovanni Pierluigi da Palestrina, en homenaje al compositor renacentista; ubicado en la plaza Reina Margarita de Palestrina, contigua a la Catedral de San Agapito mártir.[13]
- 1921. Monumento a Cristóbal Colón, escultura en mármol de Carrara, inicialmente emplazada en el parque Colón de Buenos Aires, en 2015 fue desmontada y trasladada al espigón Puerto Argentino de la avenida Costanera frente al Aeroparque Jorge Newbery, donde quedó abandonada hasta 2017 cuando finalmente se concretó el montaje.[4][14] El monumento fue declarado Bien Integrante del Patrimonio Cultural de la Ciudad de Buenos Aires por Ley n.° 4663 de la Legislatura en 2013.[15]
- 1927. Monumento a Manuel Belgrano, escultura ecuestre de bronce fundido a la cera perdida sobre un pedestal de granito. Elia Lavarello (1859-1923), por entonces presidente de la Cámara de Comercio Ítalo Argentina en Italia, fue uno de los que le propusieron a Ángel Gallardo —Embajador de Argentina en Italia— en 1922, erigir un monumento a Belgrano en Génova. Se inauguró, en la plaza Tommaseo y con la presencia del rey Víctor Manuel III, el 12 de octubre de 1927, el mismo día en que llegó al puerto de Génova la fragata Sarmiento; también estaba el acorazado Belgrano, que había llegado al puerto cinco días antes.[16]
- 1928. Monumento a los caídos de Altamura en la Gran Guerra: un altorrelieve en bronce alrededor de una columna de piedra truncada, sobre una base de mármol, que muestra a soldados italianos en lucha guiados por una representación de la victoria alada, en homenaje a los muertos en la Primera Guerra Mundial. Está ubicado en la plazoleta de la vía Serena Fratelli, en Altamura, Bari.[17][18]
- 1928. Monumento a Antonio Devoto, en honor al empresario y filántropo italiano, es una estatua en bronce inicialmente ubicada en el acceso del asilo Humberto Primo de Buenos Aires, en 1980, luego del incendio del asilo fue trasladada a la plaza Arenales del barrio Villa Devoto.[19][20]
- 1930. Monumento a Cristoforo Colombo, en homenaje a Cristóbal Colón, estatua en bronce ubicada en la plaza Milano de Lavagna, frente al mar de Liguria.[4][21]
- 1931. Saverio Mercadante, busto en honor al compositor de óperas; ubicado frente al Teatro Mercadante, en la plaza del mismo nombre, Altamura, Bari.[22]